# Крестовоздвиженская церковь (Приютное)

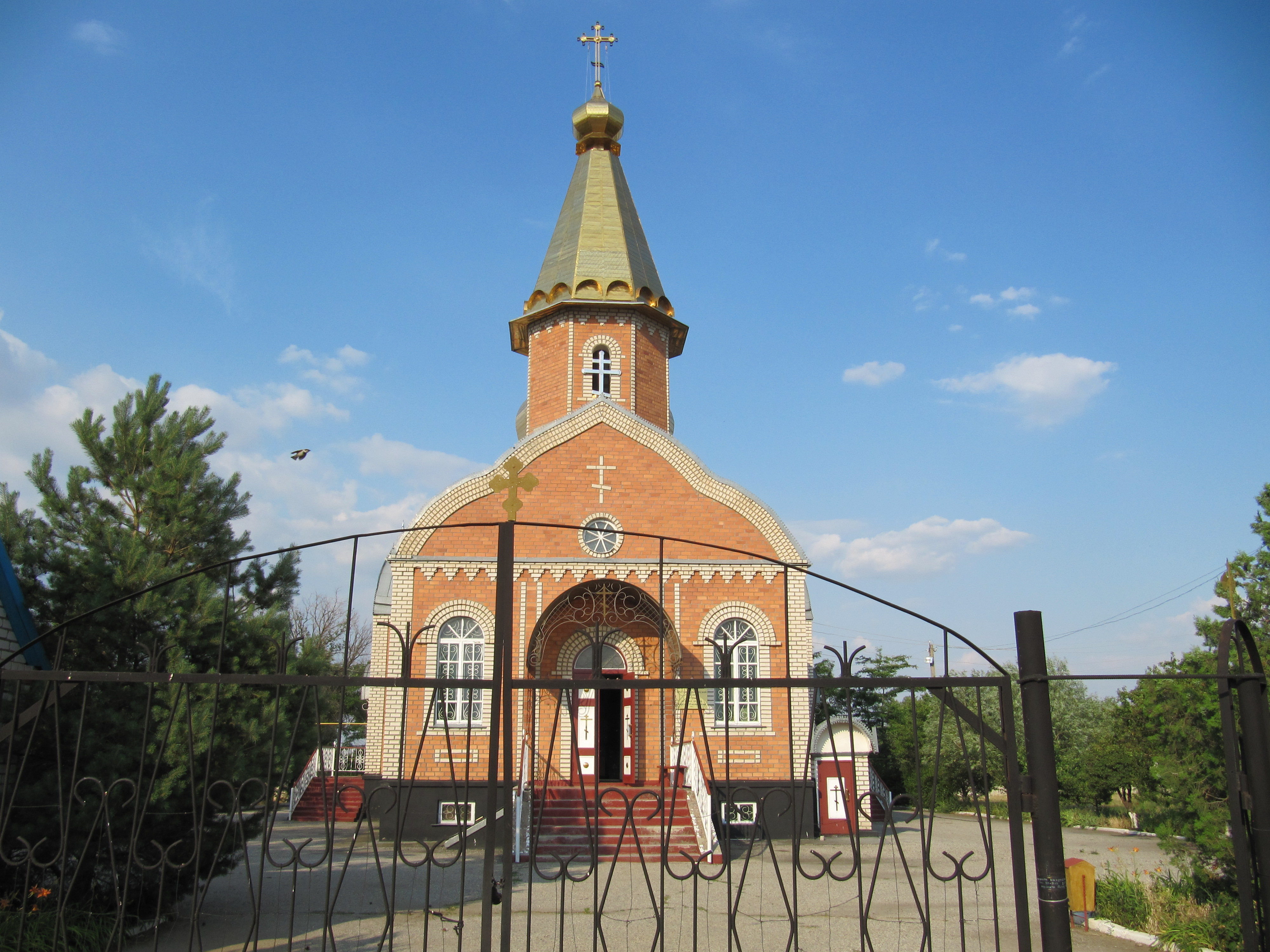
Фасад

Храм Воздвижения Креста Господня (Крестовоздвиженская церковь) — приходской православный храм в селе Приютное республики Калмыкия. Принадлежит к Элистинской епархии Русской православной церкви.

## История
Православный приход села Приютного является одним из старейших приходов Калмыкии. Первый храм в Приютном был построен в середине XIX века. Эта церковь была конфискована в 1930-х годах и использовалась в качестве клуба. Деятельность прихода не прерывалась в годы советской власти. Приходу был выделен небольшой дом от церкви. В этом доме проводились богослужения до начала 1990-х годов, когда православному приходу был возвращён старый храм. В июне 1992 года эта церковь сгорела.
С 1984 года по февраль 1985 года в приходе служил священник Зосима (будущий епископ Элистинский и Калмыцкий). В то время он был единственным священником в единственном православной храме во всей Калмыкии.
Современная церковь строилась с мая 1993 года по май 1995 года. Непосредственное участие в строительстве принял президент Калмыкии Кирсан Илюмжинов, который пожертвовал значительные личные средства для материального обеспечения строительства.
7 июня 1997 года Крестовоздвиженскую церковь посетил Патриарх Алексий II, а в 2002 году — митрополит Смоленский и Калининградский Кирилл.

## Источник
- Элистинская и Калмыцкая епархия. — Джангар, 2005. — С. 56—57.